# Yalvaciana
Yalvaciana is een geslacht van rechtvleugeligen uit de familie sabelsprinkhanen (Tettigoniidae). De wetenschappelijke naam van dit geslacht is voor het eerst geldig gepubliceerd in 2002 door Çiplak, Heller & Demirsoy.

## Soorten
Het geslacht Yalvaciana  is monotypisch en omvat slechts de volgende soort:
- Yalvaciana yalvaci (Demirsoy, 1974)